# Fredrik Stenberg Ditlev-Simonsen
Fredrik Stenberg Ditlev-Simonsen, född 8 augusti 1992, är en norsk skådespelare.
Ditlev-Simonsen har bland annat medverkat i filmen Konvojen och Fenix.

## Filmografi (i urval)
- 2018 – Fenix
- 2023 – Konvojen
- 2024 – My Eternal Summer